# Érdes csüdfű
Az érdes csüdfű (Astragalus asper) a hüvelyesek (Fabales) rendjébe, ezen belül a pillangósvirágúak (Fabaceae) családjába tartozó faj.

## Előfordulása
Az érdes csüdfű előfordulási területe magába foglalja Európának majdnem a felét, valamint Ázsia nyugati peremeit az Urál- és a Kaukázus hegységeknél. A következő országokban és térségekben található meg: Ausztria, Bulgária, Magyarország, Románia, Ukrajna, az egykori Csehszlovákia és jugoszláv államok, valamint Oroszország.
Magyarországon 1988 óta védett. Hazai elterjedése: Budai-hegység, Vértes, Velencei-hegység, Balaton-felvidék, Tolnai-hegyhát, Kis-Alföld, Mezőföld, Turján-vidék, Duna–Tisza köze, Tiszántúl.
Mészkedvelő sztyepi faj, azaz a nyílt, fátlan társulások növénye.  Pusztafüves lejtőkön, homokpusztákon, homoki réteken élő növény, de előfordul homoki és lösztölgyesek szélein, tisztásain is.
Az ember takarmánynövényként termeszti. 

## Megjelenése
Évelő és lágyszárú hemikryptofita növényfaj. Viszonylag magas (40–100 centiméter), erőteljes növény. Szára felálló, tőből elágazó, erős. Levelei szórtak, páratlanul szárnyaltak; a levélkék keskenyek, hosszúkás-elliptikusak, ép szélűek, ritkán álló, hosszú, rásimuló szőrűek. 1–2 centiméter nagyságú halványsárga virágai a szár végén felálló, megnyúlt füzérben állnak. A csésze világos vagy feketés szőrrel fedett. Termése hosszúkás, hengeres hüvely.
Május-júniusban virágzik először és másodvirágozni júliustól októberig szokott.

## Hasonló fajok
Hólyagos csüdfű (Astragalus cicer) - A virágzat rövidebb fejecskeszerű, a termés kerekded (hólyagos).
Érdeslevelű csüdfű (Astragalus glycyphyllos) - A virágzat szintén rövidebb, tömöttebb, a termés hajlott, sarló alakú.

## Képek

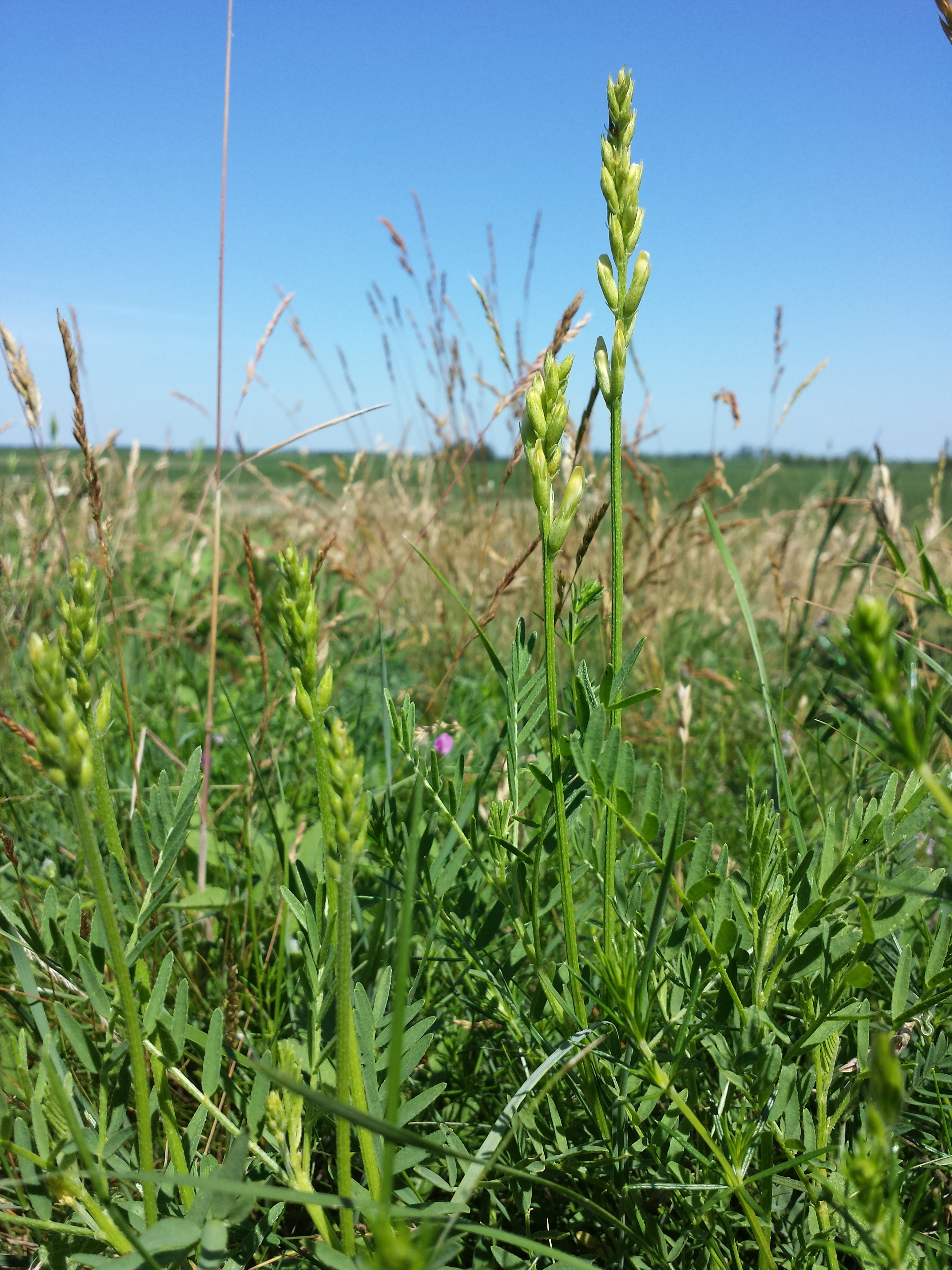
A növény
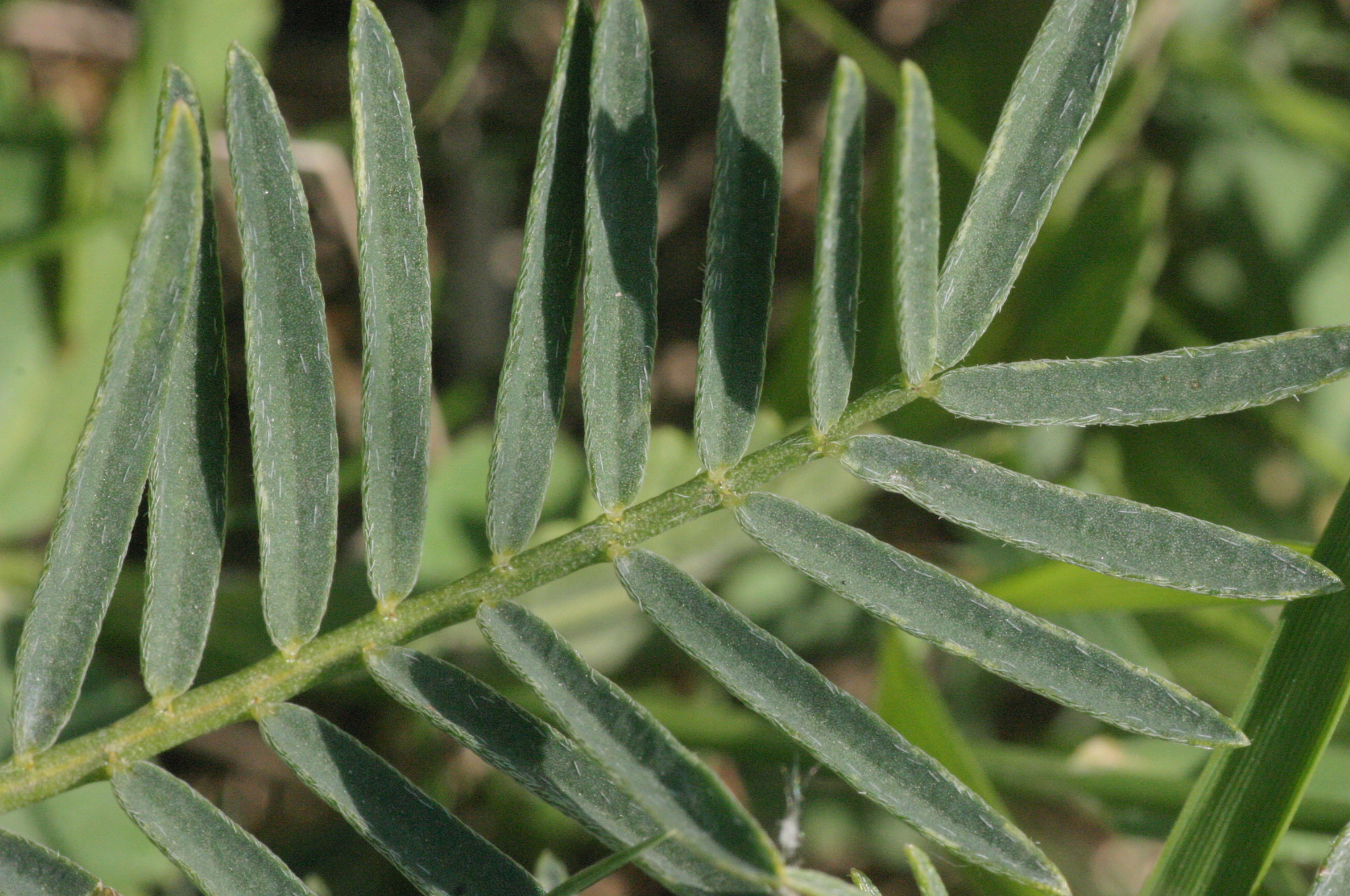
Levélzete
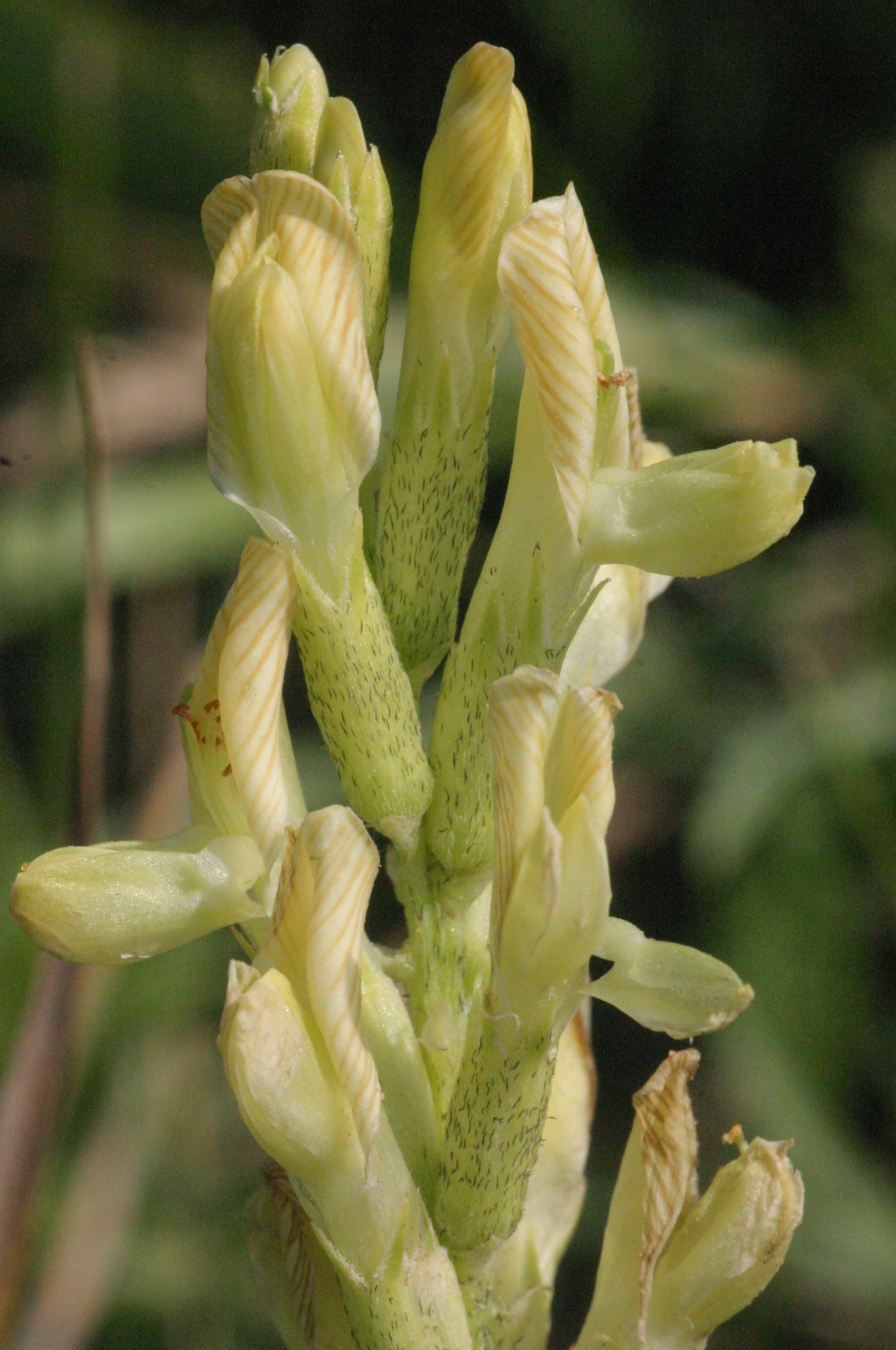
Virágai közelről
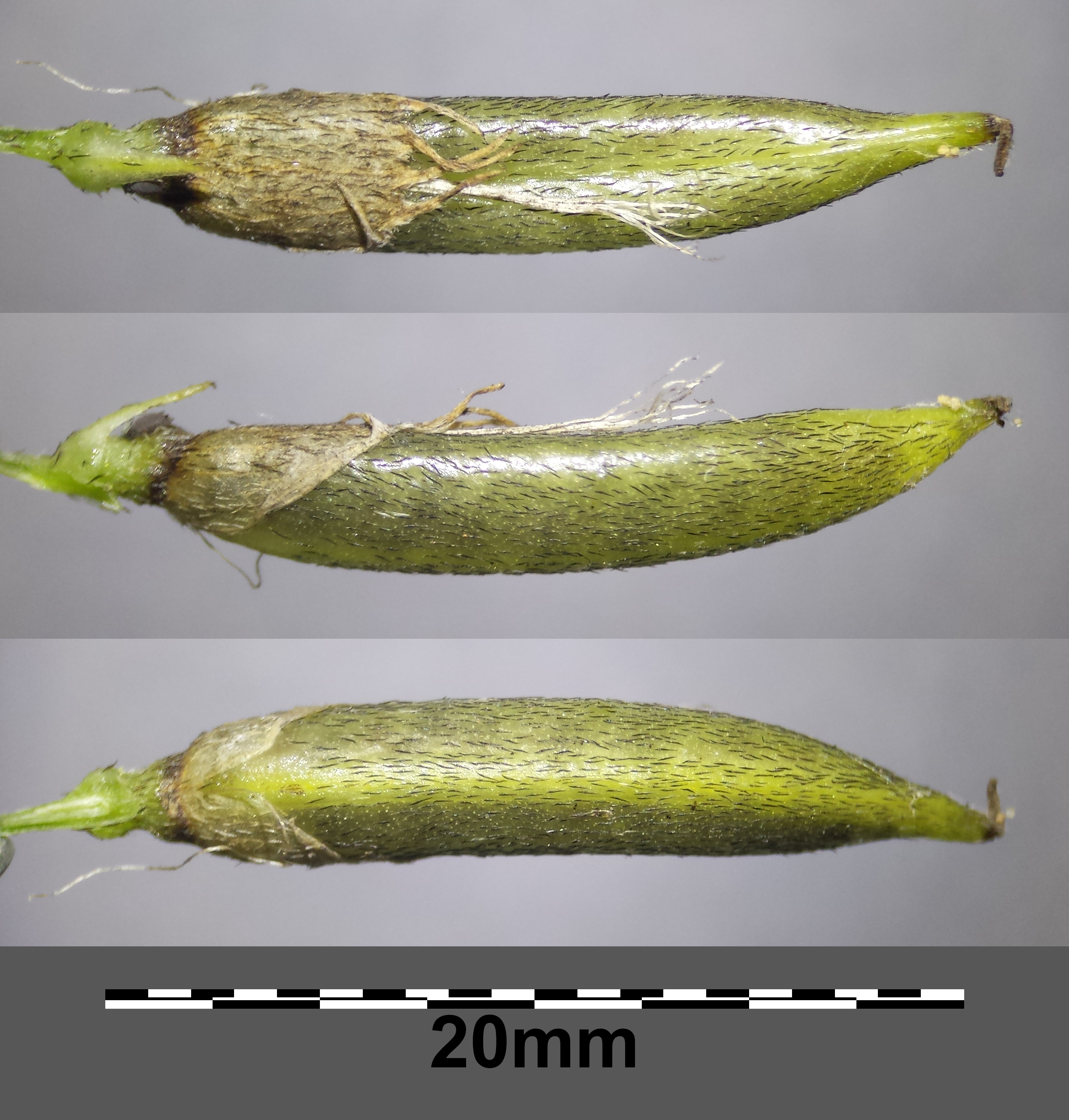
Hüvelyek
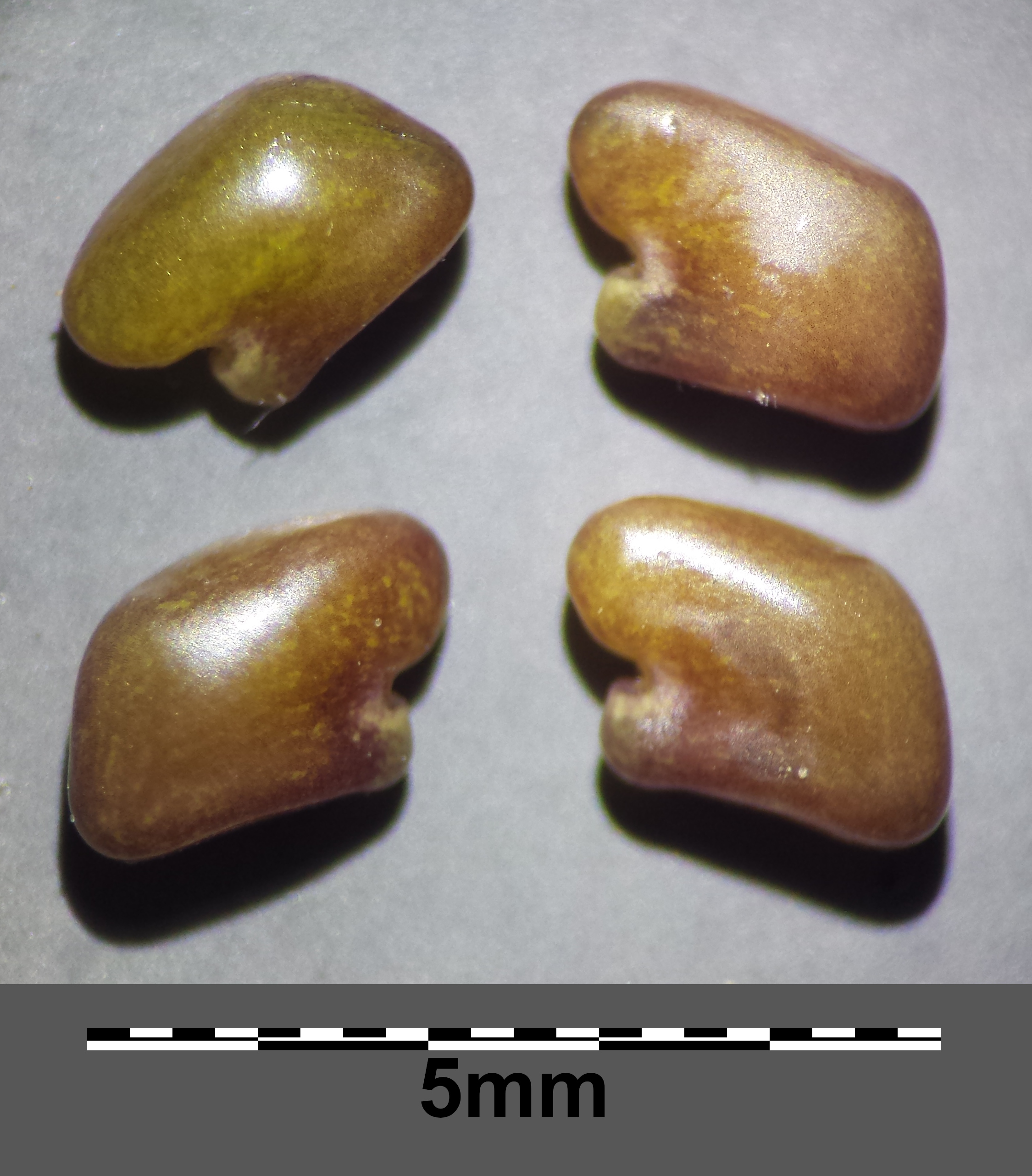
és magok